# 杉浦乗意
杉浦 乗意（すぎうら じょうい、元禄14年〈1701年〉 - 宝暦11年7月24日〈1761年8月24日〉）は、江戸時代中期の装剣金工家である。通称は奈良太七、後に仙右衛門。土屋安親、奈良利寿と共に奈良三作と称された。

## 経歴・人物
松平光永の家臣の子として美濃国加納（現在の岐阜市）で生まれ、信濃国松本への移封に随伴した後、江戸に出府し、深川の小名木川岸の蔵屋敷に在住し、奈良派3代奈良利治一門の奈良寿永に弟子入りする。号は師匠の推薦により永の字が許可され奈良派4代奈良利永から因み一蚕堂永春と称したが、後に剃髪して乗意と改める。
平らな朧銀の下地文様の輪郭とする部分を一段低く掘り下げ、文様が下地より高くならないようにする「肉合彫り」と呼ばれる斬新で精密な文様の表現を創始した。彼が創始した文様の表現は評判になり、後に水戸や京都などの装剣金工家に影響を及ぼした。
作品は代表作に、『鉄拐仙人図小柄』『児落獅子図小柄』等があった。鍔は2枚程で、他に目貫や縁頭等も制作していた。